# Muse細胞
Muse細胞（Multi-lineage differentiating stress enduring cell，多向分化壓力耐受細胞）是由日本東北大學出澤真理課題組於2010年發現一種內源性、無成瘤性的多能幹細胞。幾乎所有不同器官來源的結締組織（如骨髓、外周血）中都有Muse細胞。通常Muse細胞可從商業化的間充質細胞中分離到，如人成纖維細胞、骨髓間充質幹細胞，以及脂肪源幹細胞（adipose-derived stem cells）。Muse細胞可自發分化或在細胞因子誘導作用下分化爲三個胚層的細胞。Muse細胞的成瘤性較低，注入新的宿主體內也不會形成腫瘤，目前的觀點認爲這是因爲該細胞的端粒酶活性較低。Muse細胞同時被應用於小鼠骨骼肌退變、糖尿病性皮膚潰瘍及急性重症肝炎等模型的修復研究中，研究發現Muse細胞在損傷組織中能夠和宿主的組織順利整合，並且分別向相應胚層的細胞分化。有研究利用Muse細胞修復腦動脈堵塞後，引起局部缺血的中風小鼠模型，發現Muse細胞修現可以替代丟失的神經元，整合至梗死的皮質組織中，分化為神經元標誌物表達陽性的細胞，並且有較為明顯的功能修復。

## 培養
當Muse細胞被放置到含有營養因子和細胞因子的培養基中進行培養時，超過百分之九十的細胞都會進行定向細胞分化。若該培養基含有肝細胞生長因子、成纖維細胞生長因子4和地塞米松的胰島素-轉鐵蛋白-亞硒酸鈉時，百分之九十以上的細胞會分化成肝細胞，並且在α-胎兒蛋白和人類白蛋白表達中呈現陽性反應。在骨或脂肪細胞的培養基中，百分之九十八以上的細胞會分化為骨鈣蛋白或油紅O陽性的細胞。